# La Victoire de Josué sur les Amorites
 (février 2021).
Si vous disposez d'ouvrages ou d'articles de référence ou si vous connaissez des sites web de qualité traitant du thème abordé ici, merci de compléter l'article en donnant les références utiles à sa vérifiabilité et en les liant à la section « Notes et références ».
La Victoire de Josué sur les Amorites est un tableau réalisé par Nicolas Poussin entre 1624 et 1626. C'est le pendant de La Victoire de Josué sur les Amalécites: les deux peintures représentent les plus grands exploits militaires du héros biblique Josué.

## Description
La bataille se déroule sur un terrain accidenté et sur un éperon rocheux placé en arrière-plan. L'armée amorite apparaît en grande partie à droite, les hommes terrifiés pour le carnage à leur détriment. Le condottier juif, qui vient de décapiter un jeune Amorite dont la tête est roulée dans la poussière, avance avec l' épée à la main, incitant sa cavalerie à affronter les ennemis encore en vie. Deux d’entre eux, tombés au sol après une chute, tentent de se couvrir le visage (le premier avec ses bras; l’autre, remarquable pour sa vaste stature et sa tenue militaire criarde, avec l'ecu) bien que conscients de ne pouvoir échapper d'aucune façon aux guerriers juifs armés de poignards qui sont sur le point de les frapper.

## Analyse
Dans le tableau, il y a deux sources de lumière: l'une, plutôt faible, est celle de la lune décroissante, dans le coin supérieur droit, tandis qu'au contraire il y a l'éclat du soleil (puissant malgré le crépuscule), émanation directe de Dieu, qui rayonne presque totalement la scène, mais laissant le visage et une bonne partie du torse de Giosuè dans une lumière tamisée. Le rayon révèle le jeune âge de l'Amorite décapité, ce qui est clairement visible dans la peau lisse du visage et dans la barbe encore tendre, qui semble presque reliée aux cheveux noirs très épais. Les autres Amorites ont également une apparence jeune, tandis que Josué et ses hommes sont visiblement des hommes mûrs, comme si Poussin voulait montrer que la plus grande expérience est décisive pour le sort de la bataille.